# Chiesa di San Demetrio (Mistra)
La chiesa di San Demetrio (in greco Άγιος Δημήτριος?, Agios Dimitrios) è una chiesa ortodossa di Mistra, nel comune di Sparta, in Grecia. Il complesso contiene al suo interno il palazzo Metropolita, che ospita il Museo archeologico di Mistra, ed è incluso insieme all'intero sito archeologico tra i patrimoni dell'umanità.

## Storia
La costruzione della chiesa iniziò probabilmente nel XIII secolo ad opera dell'igumeno Eugenio nel 1270, per esser poi ampliata sotto il metropolita di Lacedomonia Niceforo Moschopoulos intorno al 1291-1292, stando alle iscrizioni rinvenute.
Infatti sull'architrave dell'entrata principale si trova un'iscrizione che ricorda Niceforo, il fondatore della chiesa, un'altra nella prima colonna a destra entrando nell'edificio, risale al 1311-1312, afferma che Niceforo è il fondatore della chiesa, che restaurò i mulini di Magoula, piantò ulivi e comprò le case vicino alla chiesa.
Questi interventi del XIII secolo coincisero con lo spostamento della sede della diocesi da Sparta a Mistra, divenuta il centro del Peloponneso bizantino.

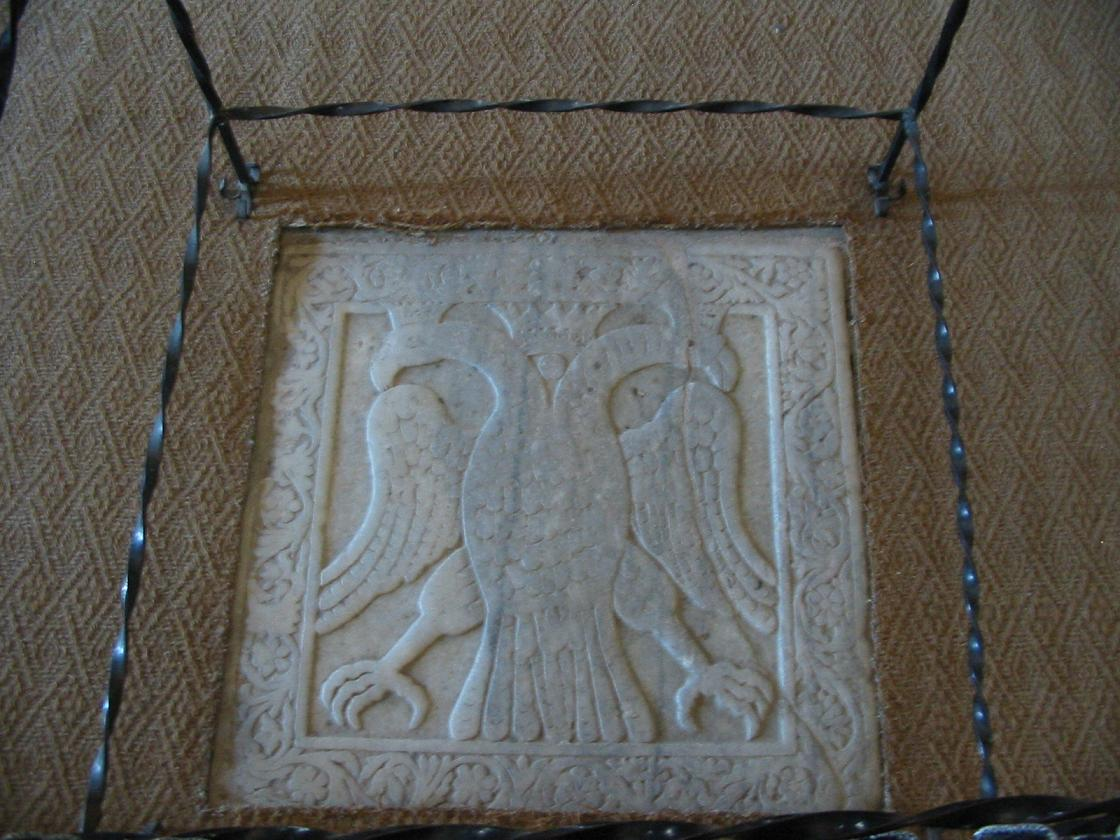
Il bassorilievo con l'aquila bicipite, simbolo dei Paleologi

Successivamente nel XV secolo la costruzione originaria fu ampliata, con l'aggiunta di un bassorilievo di pietra in memoria dell'incoronazione dell'ultimo imperatore bizantino Costantino XI Paleologo.

## Descrizione
La chiesa è un peculiare esempio di commistione tra una basilica a tre navate e la tradizionale chiesa bizantina a croce greca inscritta in un quadrato. Gran parte del complesso circostante risale invece al rifacimento del XV secolo e al periodo ottomano. Nel XV secolo, Matteo, vescovo di Lacedemonia, adottò il piano della Pantanassa per la metropoli, e fece rimuovere il tetto per aggiungere un piano e cinque cupole. L'edificio conserva la sua pianta basilicale al primo piano e ha una pianta a croce al secondo piano. Questa combinazione, insolita nell'arte bizantina, si trova invece frequentemente a Mistra. 

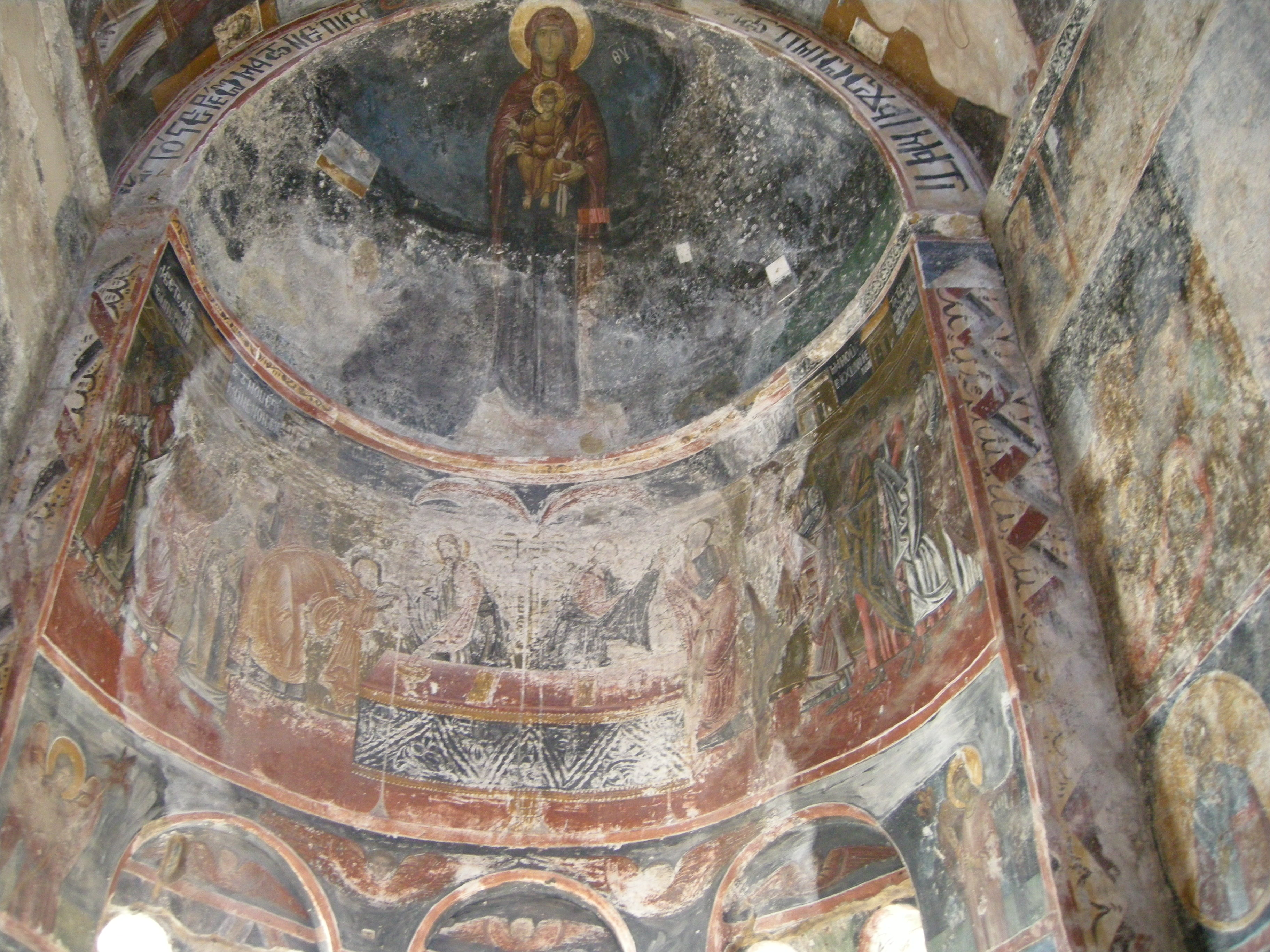
L'abside del Santissimo Sacramento

Gli interni sono decorati con numerosi affreschi, molti dei quali distrutti con gli interventi edilizi del XV secolo: nella navata centrale si trovano scene della vita di Cristo, nella navata sinistra scene di vita di Demetrio di Tessalonica e nella navata destra la vita di Maria; nell'abside del Santissimo Sacramento vi è una rappresentazione della Vergine Maria con il bambino, nel diaconicon la Trinità e rappresentazioni del Giudizio Universale e dei concili ecumenici.
Per quanto riguarda le sculture, è difficile identificare un'unità di stile o di periodo, poiché la maggior parte delle sculture provengono da altre parti e sono semplicemente riutilizzate qui. Per esempio, i quattro capitelli delle colonne più occidentali sono paleocristiani, con motivi floreali, mentre le altre due colonne sono solo imitazioni successive. Sul muro esterno meridionale, un fregio contiene elementi di diversi periodi e stili che sembrano provenire, almeno in parte, dall'antica chiesa di Sparta.
Incastonato nel pavimento vi è un bassorilievo di pietra con l'aquila bicipite, lo stemma dei Paleologi, in memoria dell'incoronazione dell'ultimo imperatore bizantino Costantino XI.